# 省立医院北区站
省立医院北区站位于中华人民共和国安徽省合肥市长丰县龙湖路与阜阳北路交叉口地下，是合肥轨道交通8号线的地铁车站，工程站名龙湖北路站。